# Акой (Шетський район)
Ако́й (каз. Ақой) — село у складі Шетського району Карагандинської області Казахстану. Адміністративний центр та єдиний населений пункт Акойського сільського округу.
Населення — 539 осіб (2021; 715 у 2009, 923 у 1999, 1218 у 1989).
Національний склад станом на 1989 рік:
- німці — 42 %;
- росіяни — 29 %.

До 2002 року село називалось Просторне.